# Frastanz

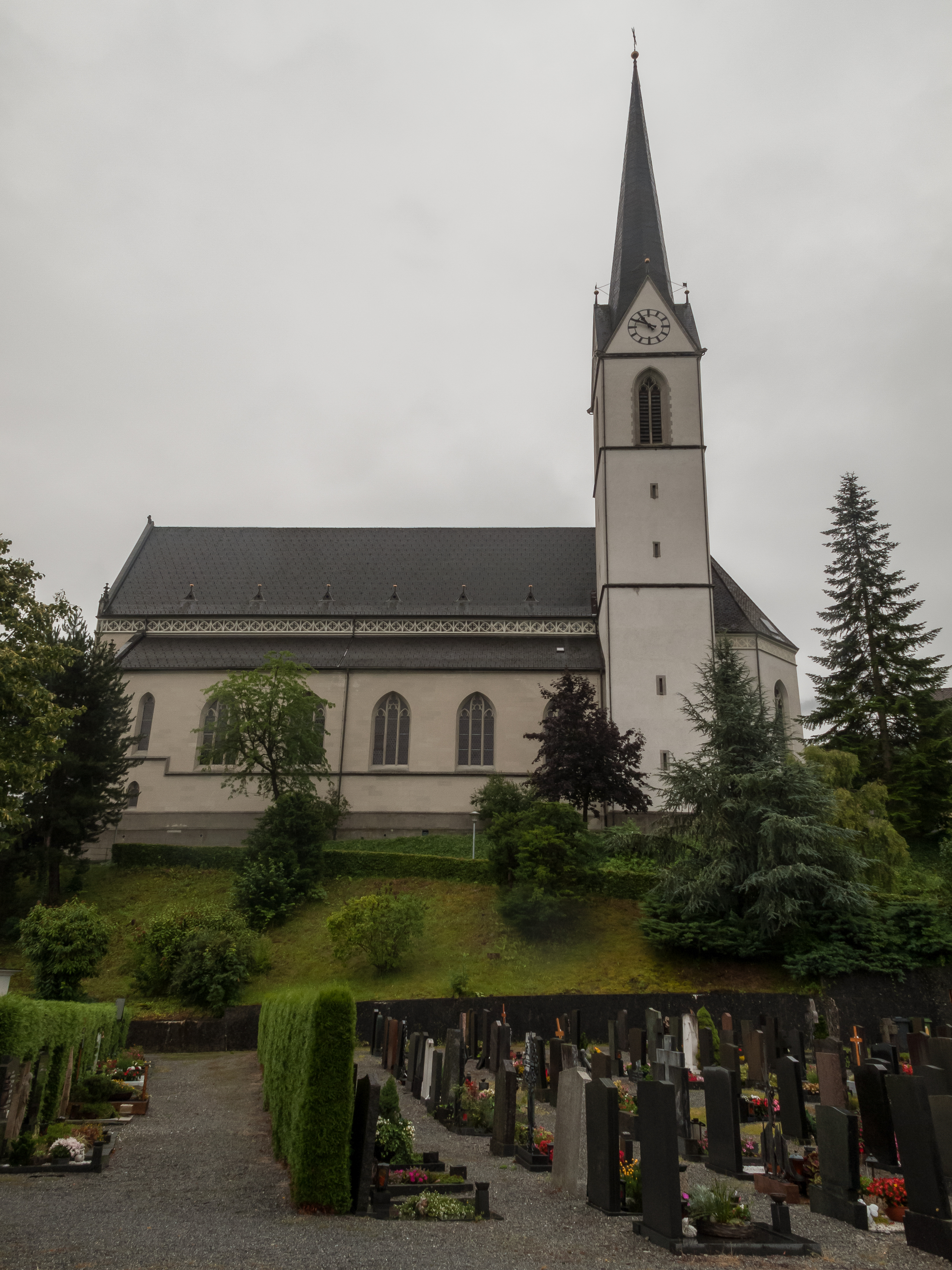
Frastanz, kerk: katholische Pfarrkirche heilige Sulpitius

Frastanz is een gemeente in de Oostenrijkse deelstaat Vorarlberg, gelegen in het district Feldkirch. De gemeente heeft ongeveer 6300 inwoners.

## Geografie
Frastanz heeft een oppervlakte van 32,25 km². Het ligt in het westen van het land.
Altach · Düns · Dünserberg · Feldkirch · Frastanz · Fraxern · Göfis · Götzis · Klaus · Koblach · Laterns · Mäder · Meiningen · Rankweil · Röns · Röthis · Satteins · Schlins · Schnifis · Sulz · Übersaxen · Viktorsberg · Weiler · Zwischenwasser
- Gemeinsame Normdatei: 4086531-9
- Library of Congress Control Number: n95014725
- MusicBrainz: f2d0f0cf-c3f3-4215-87a2-d2ccb7650fd5
- Nationale Bibliotheek van Israël: 987007535395505171
- Virtual International Authority File: 147906957
- WorldCat: E39PBJdGMcwFxBBPw44jBtFHYP